# Tetsuya Funatsu
Tetsuya Funatsu (舩津 徹也 Funatsu Tetsuya?, nacido el 9 de febrero de 1987 en Osaka) es un futbolista japonés que se desempeña como defensa.

## Trayectoria

### Clubes
| Club                | País  | Año         |
| ------------------- | ----- | ----------- |
| Kataller Toyama     | Japón | 2009 - 2013 |
| Cerezo Osaka        | Japón | 2012        |
| Montedio Yamagata   | Japón | 2014 - 2015 |
| Thespakusatsu Gunma | Japón | 2016 -      |

## Estadística de carrera

### J. League
| Club                | Año   | J. League | J. League | Copa J. League | Copa J. League | Total | Total |
| Club                | Año   | Part.     | Goles     | Part.          | Goles          | Part. | Goles |
| ------------------- | ----- | --------- | --------- | -------------- | -------------- | ----- | ----- |
| Kataller Toyama     | 2009  | 37        | 2         | -              | -              | 37    | 2     |
| Kataller Toyama     | 2010  | 31        | 1         | -              | -              | 31    | 1     |
| Kataller Toyama     | 2011  | 31        | 3         | -              | -              | 31    | 3     |
| Cerezo Osaka        | 2012  | 5         | 0         | 3              | 0              | 8     | 0     |
| Kataller Toyama     | 2013  | 37        | 6         | -              | -              | 37    | 6     |
| Montedio Yamagata   | 2014  | 15        | 0         | -              | -              | 15    | 0     |
| Montedio Yamagata   | 2015  | 7         | 0         | 5              | 0              | 12    | 0     |
| Thespakusatsu Gunma | 2016  | 40        | 2         | -              | -              | 40    | 2     |
| Thespakusatsu Gunma | 2017  | 27        | 1         | -              | -              | 27    | 1     |
| Total               | Total | 230       | 15        | 8              | 0              | 238   | 15    |